# 3-(4-氟苯基)-2-哌嗪酮
3-(4-氟苯基)-2-哌嗪酮是一种有机化合物，化学式为C10H11FN2O。它可以α-溴-4-氟苯乙酸甲酯、甲醇钠和乙二胺为原料反应制得。它和二碳酸二叔丁酯反应，可以得到3-(4-氟苯基)哌嗪-2-酮-1-甲酸叔丁酯。